# ولادیتسا کوواچویچ
ولادیتسا کوواچویچ (انگلیسی: Vladica Kovačević؛ ۷ ژانویهٔ ۱۹۴۰ – ۲۸ ژوئیهٔ ۲۰۱۶) بازیکن فوتبال اهل یوگسلاوی بود.
از باشگاه‌هایی که در آن بازی کرده‌است می‌توان به باشگاه فوتبال آنژه، باشگاه فوتبال نانت، و باشگاه فوتبال پارتیزان اشاره کرد.
وی همچنین در تیم ملی فوتبال یوگسلاوی بازی کرده‌است.